# Pissy-Pôville
Pissy-Pôville là một xã thuộc tỉnh Seine-Maritime trong vùng Normandie miền bắc nước Pháp.

## Dân số
| 1962                                 | 1968 | 1975 | 1982 | 1990 | 1999 | 2006 |
| ------------------------------------ | ---- | ---- | ---- | ---- | ---- | ---- |
| 542                                  | 568  | 683  | 947  | 1089 | 1256 | 1305 |
| Từ năm 1962: Dân số không tính trùng |      |      |      |      |      |      |